# 1997 w polityce

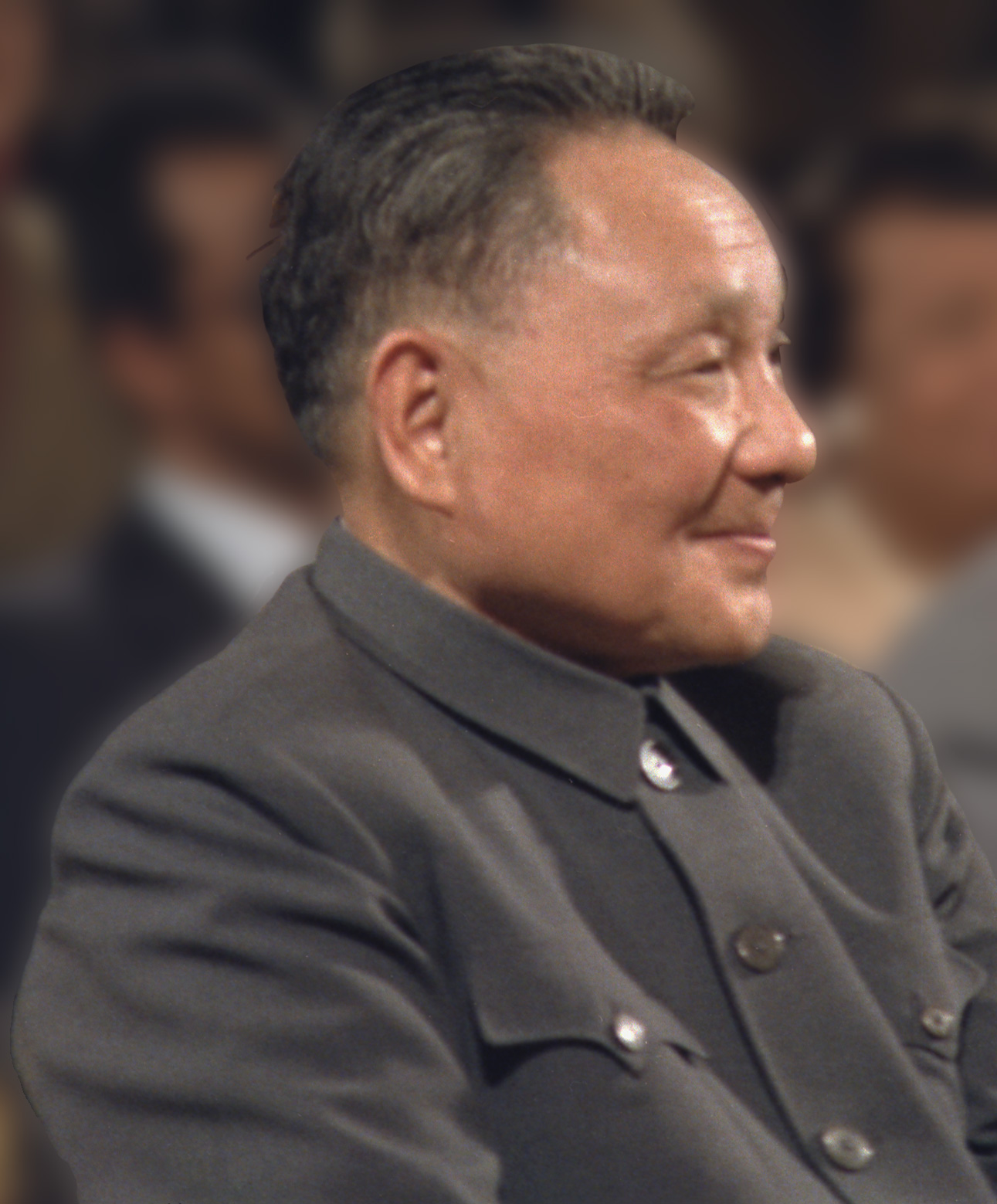
Deng Xiaoping

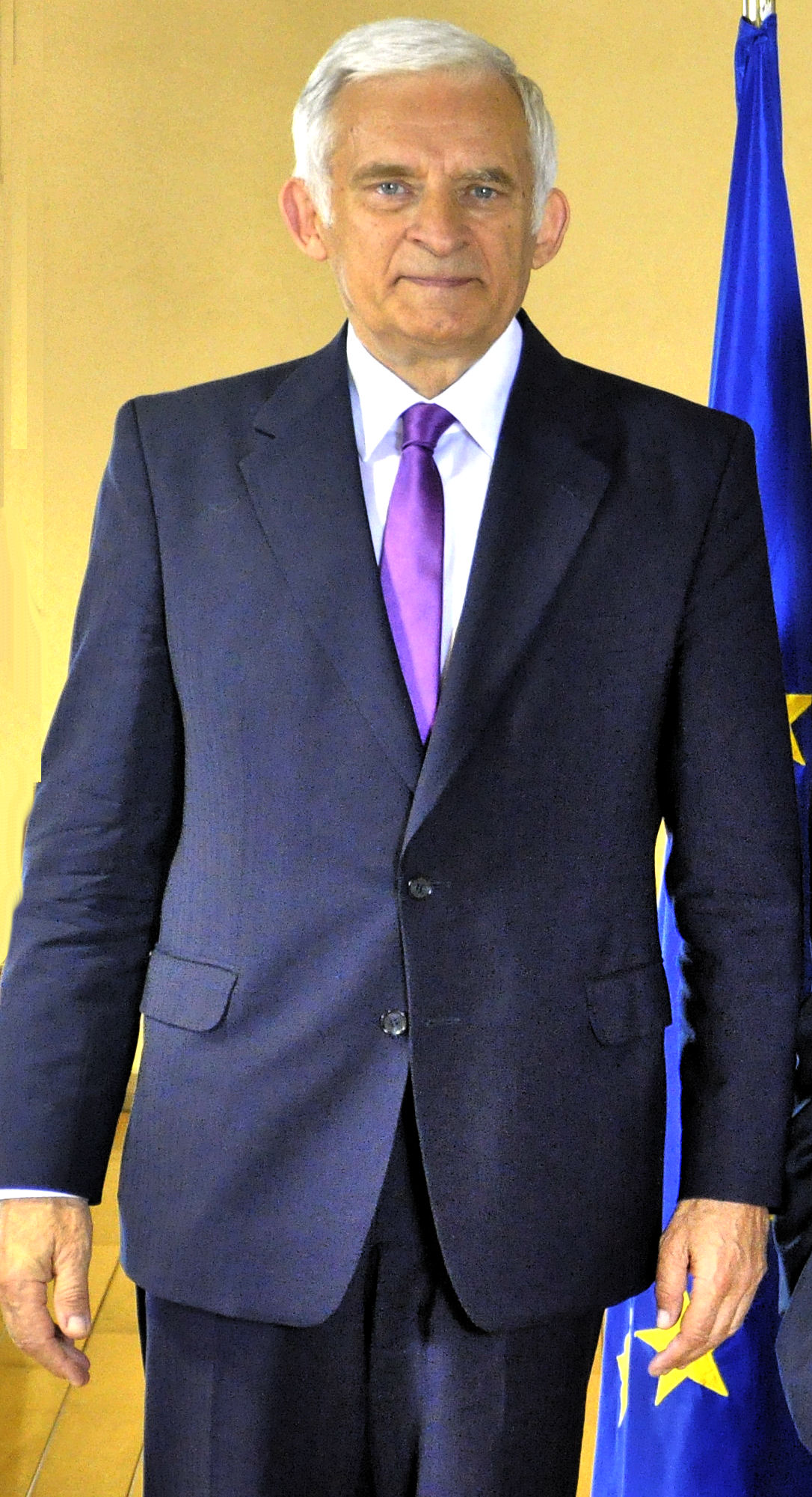
Jerzy Buzek

Wydarzenia polityczne w 1997 roku.

## Styczeń
- 11 stycznia – przedstawiciele Kazachstanu, Kirgistanu i Uzbekistanu podpisali traktat o „wieczystej przyjaźni”[1].
- 14 stycznia – rząd izraelski premiera Binjamina Netanjahu i przywódca Organizacji Wyzwolenia Palestyny Jasir Arafat zawarli porozumienie w sprawie wycofania się wojsk Izraela z Hebronu[1].
- 23 stycznia – Madeleine Albright jako pierwsza kobieta została sekretarzem stanu USA[2].

## Luty
- 19 lutego – zmarł Deng Xiaoping, przywódca Chin[3][4].

## Marzec
- 22 marca – Zgromadzenie Narodowe uchwaliło Konstytucję Rzeczypospolitej Polskiej[1].

## Kwiecień
- 11 kwietnia – Sejm uchwalił ustawę lustracyjną[1].

## Maj
- 3 maja – wybory parlamentarne w Wielkiej Brytanii wygrała Partia Pracy. Nowym premierem został Tony Blair[1].
- 18 maja – rebelianci z Sojuszu Sił Demokratycznych na rzecz Wyzwolenia Konga zajęli Kinszasę. Zmieniono nazwę państwa Zair na Demokratyczną Republikę Konga[1].

## Czerwiec
- 30 czerwca – Wielka Brytania przekazała Hongkong Chińskiej Republice Ludowej. Zgodnie z ustaleniami Hongkong stał się Specjalnym Regionem Administracyjnym ChRL[1].

## Lipiec
- 10 lipca – rozpoczęła się oficjalna wizyta amerykańskiego prezydenta Billa Clintona w Polsce[5].
- 16 lipca – prezydent Aleksander Kwaśniewski podpisał tekst konstytucji RP, uchwalonej przez Zgromadzenie Narodowe w Polsce 2 kwietnia 1997[6].

## Październik
- 31 października – Jerzy Buzek został premierem Polski[7].
- Pokojową Nagrodę Nobla otrzymała Międzynarodowa Kampania na rzecz Zakazu Min Przeciwpiechotnych oraz koordynatorka organizacji Jody Williams[1].